# Borophaga carinifrons
Borophaga carinifrons är en tvåvingeart som först beskrevs av Zetterstedt 1848.  Borophaga carinifrons ingår i släktet Borophaga och familjen puckelflugor. Arten är reproducerande i Sverige. Inga underarter finns listade i Catalogue of Life.